# Doronicum columnae
Il doronico di Colonna (nome scientifico Doronicum columnae Ten., 1811) è una specie di pianta angiosperma dicotiledone della famiglia delle Asteraceae.

## Etimologia
Il nome generico (Doronicum) potrebbe derivare da un termine dell'Arabia: Doronigi o Doronidge.  L'epiteto specifico (columnae) è in onore di F. Colonna (1567 -1650) un incisore napoletano, autore dell'opera ”Phytobasanos” nella quale per la prima volta viene usata la tecnica dell'incisione su rame per la stampa di piante e fiori.
Il binomio scientifico attualmente accettato (Doronicum columnae) è stato proposto dal botanico italiano di origine abruzzese Michele Tenore (1780 – 1861) nella pubblicazione ”Flora Napolitana, Tomo 2 pag. 229” del 1811.

## Descrizione

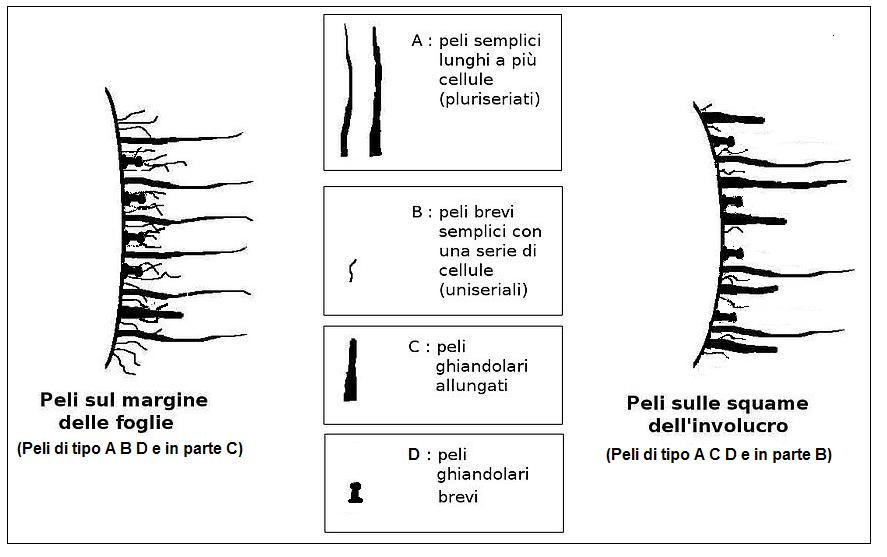
Tipologia di peli sulle foglie e sull'involucro

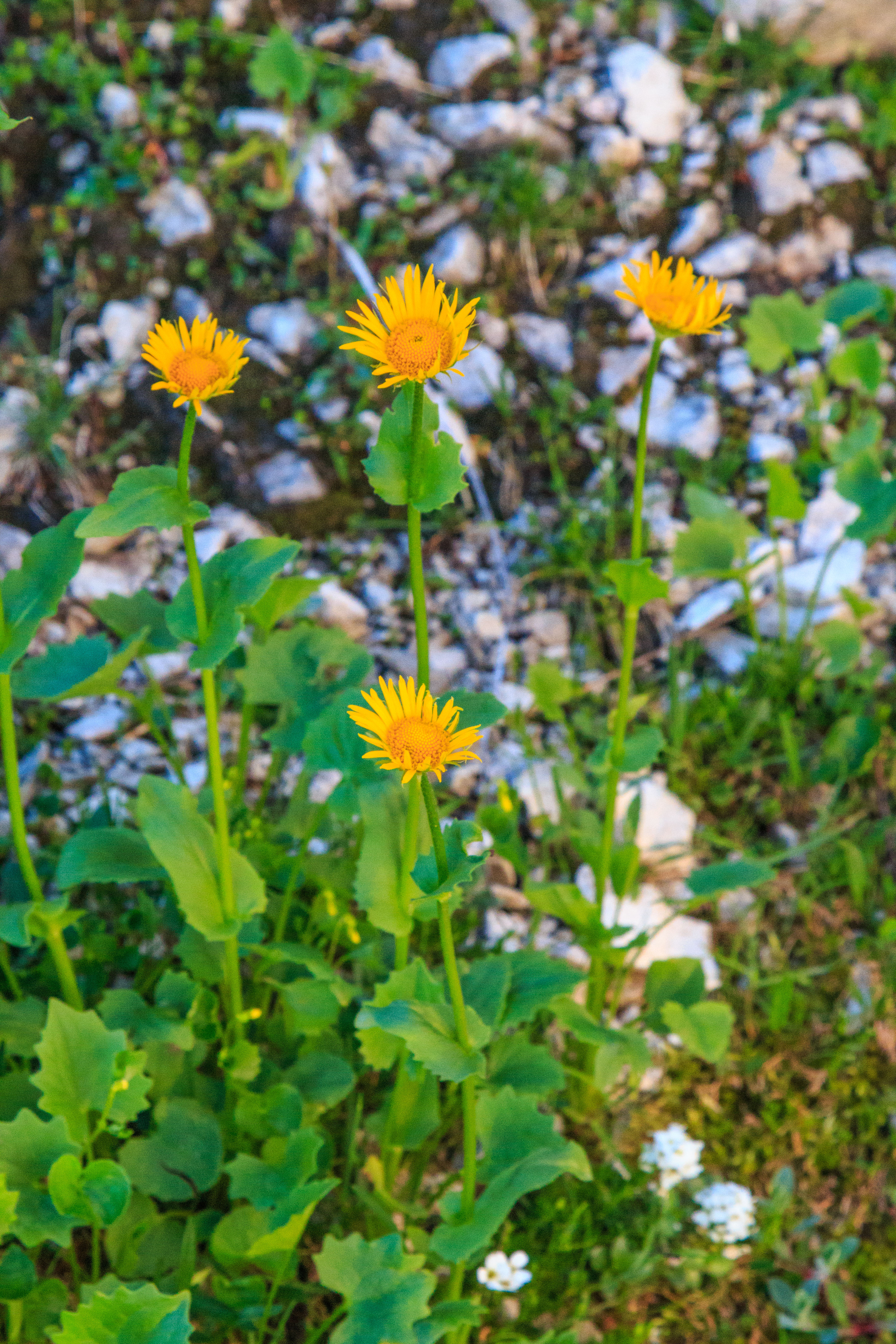
Il portamento

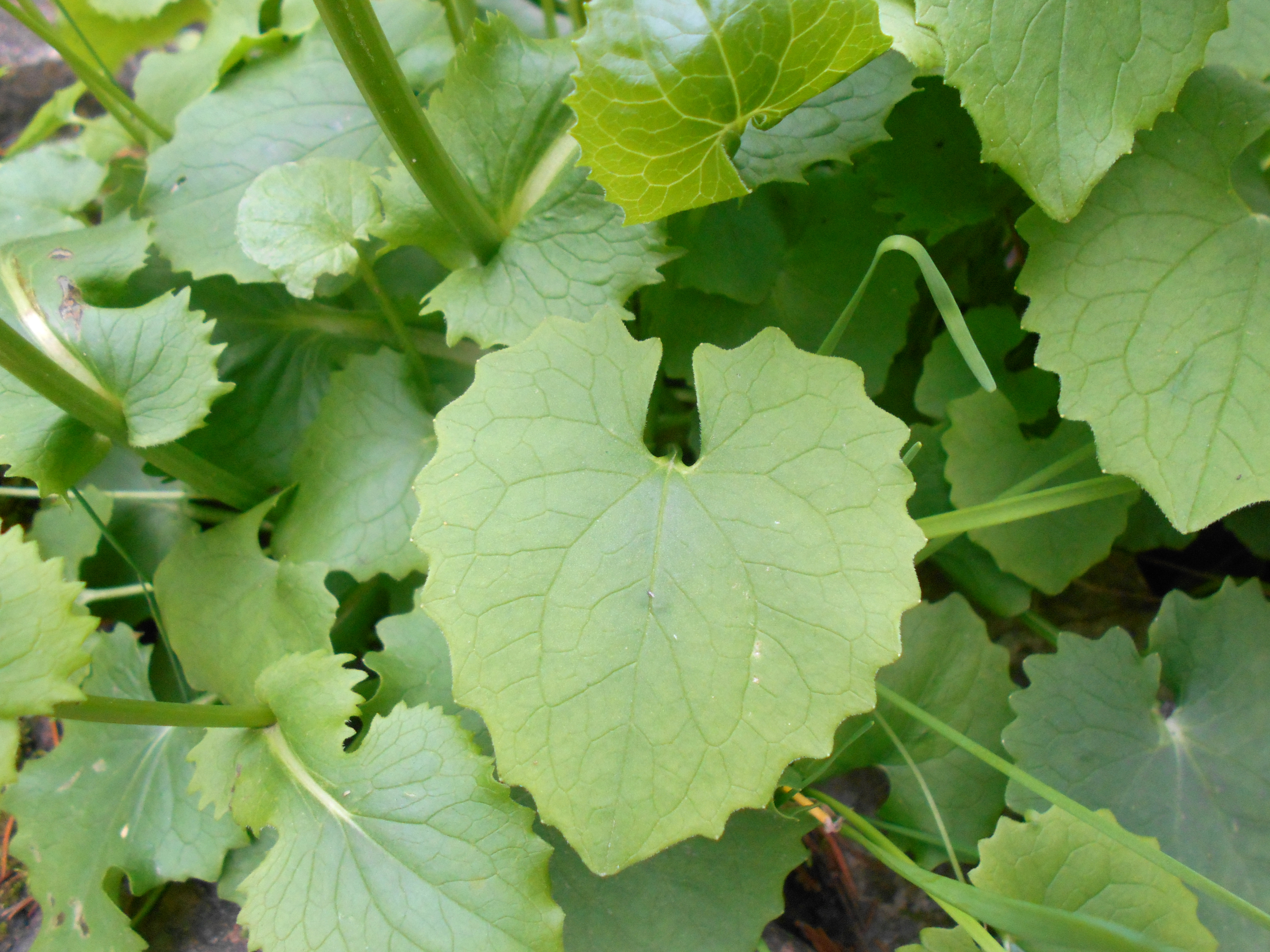
Le foglie

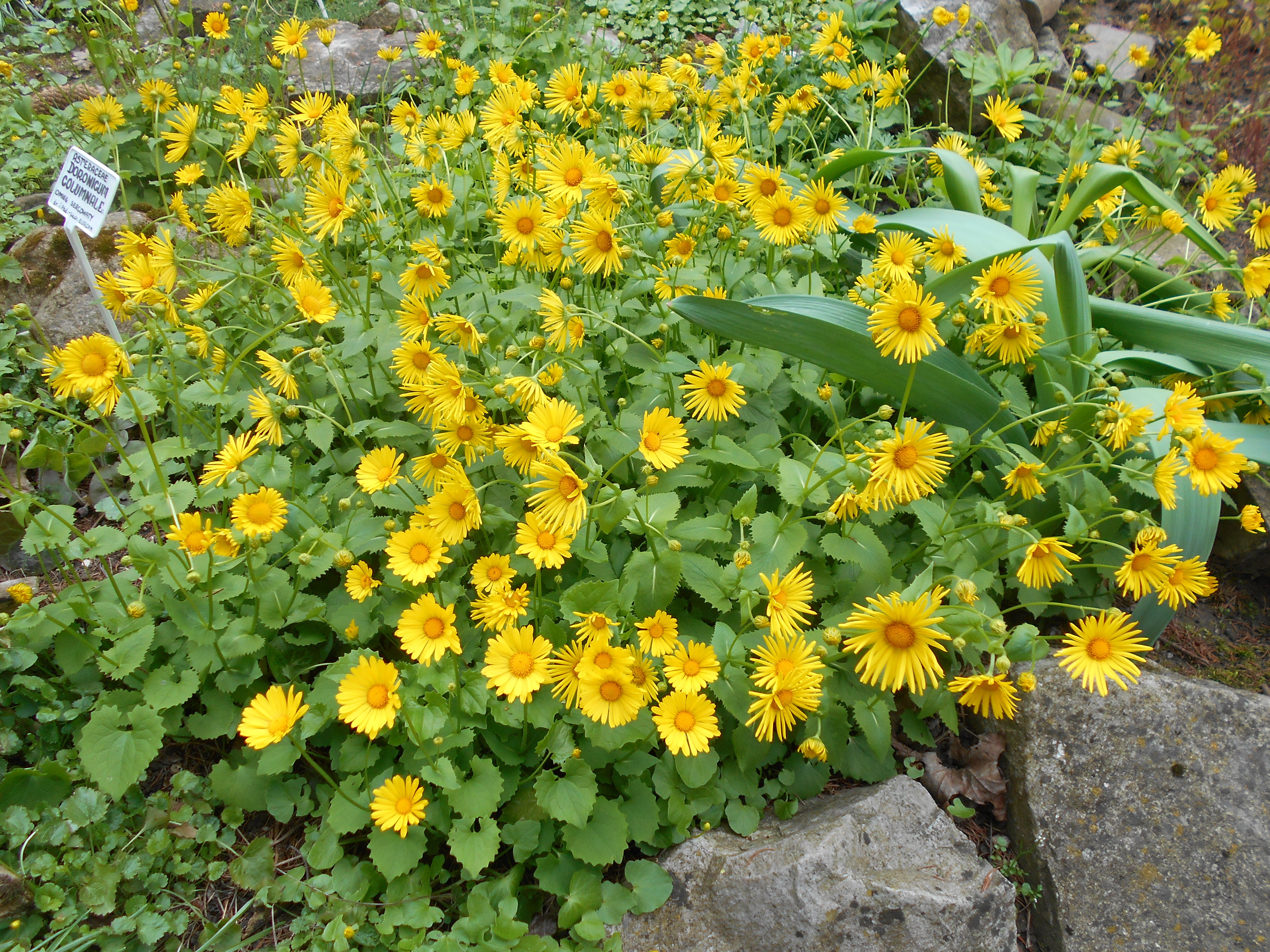
Infiorescenza

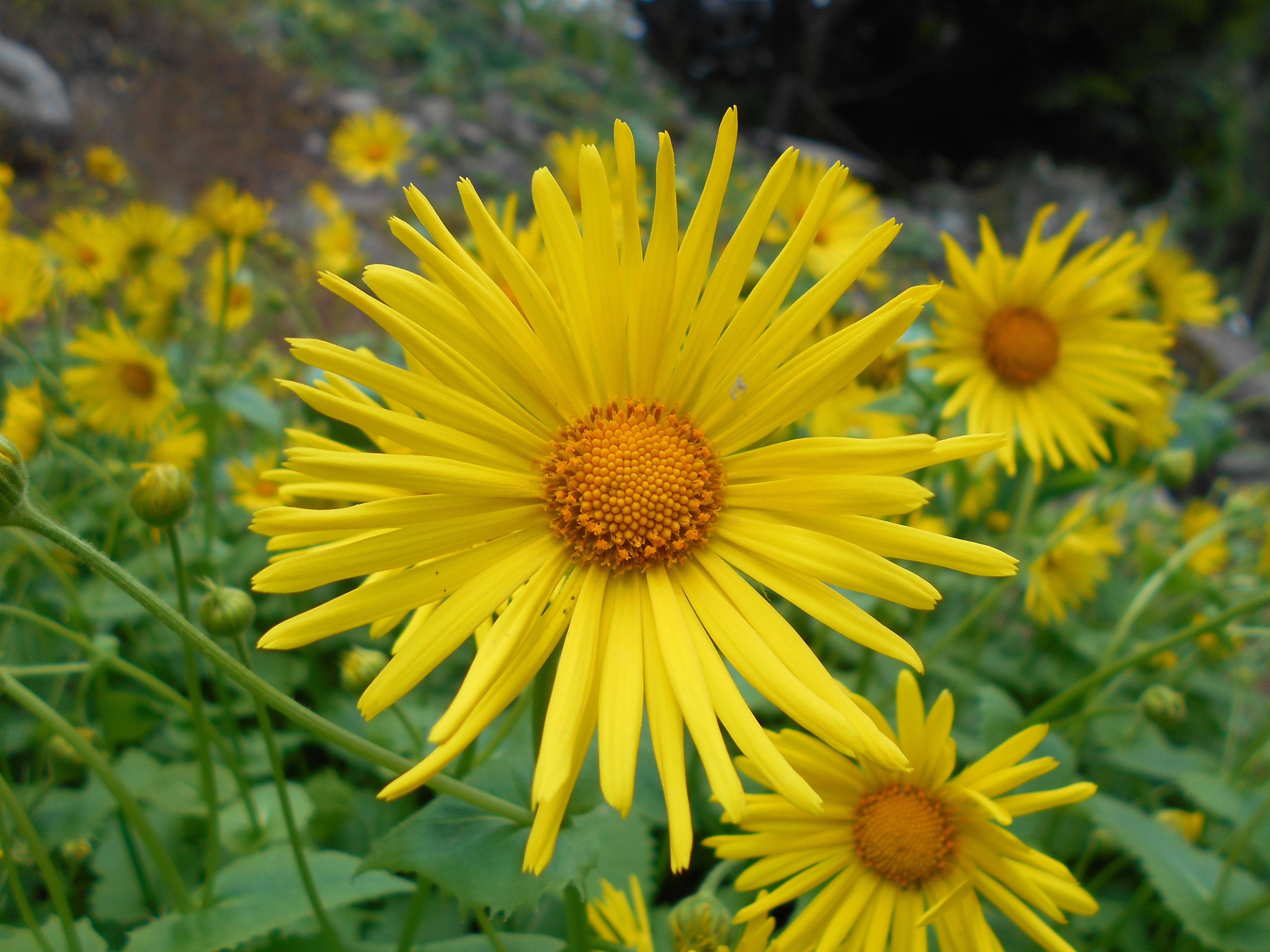
I fiori

Habitus. Le piante di questa specie sono erbacee perenni provviste, soprattutto nelle parti alte e sul bordo delle foglie, di peli pluricellulari semplici ma ghiandolari. La determinazione esatta della forma e lunghezza dei peli è molto importante per definire la specie nell'ambito del genere. Purtroppo alcuni peli sono distinguibili solamente con un buon microscopio a 20-50 ingrandimenti. La tavola a fianco indica il tipo di peli presenti sul bordo delle foglie e sulla superficie delle brattee dell'involucro del doronico di Colonna. L'altezza di queste piante varia da 2 a 4 dm (massimo 60 cm). La forma biologica è geofita rizomatosa (G rhiz), ossia sono piante che portano le gemme in posizione sotterranea. Durante la stagione avversa non presentano organi aerei e le gemme si trovano in organi sotterranei chiamati rizomi, dei fusti sotterranei dai quali, ogni anno, si dipartono radici e fusti aerei.
Radici. Le radici sono secondarie da rizoma. Il rizoma è legnoso, sottile (fusiforme), scuro e glabro.
Fusto. 
- Parte ipogea: la parte sotterranea è un sottile rizoma obliquo (serpeggiante[5]) e glabro verso la parte epigea. Nella parte centrale del rizoma sono presenti dei nodi ovoidali dai quali spuntano alcune fibre carnosette (le radici).[5]
- Parte epigea: la parte aerea del fusto è eretta (ma incurvata presso l'infiorescenza); si presenta con singoli gambi (queste sono piante monocefale); la superficie è nuda nella metà superiore (raramente è pubescente[5]).

Foglie. Le foglie sono intere con bordo largamente dentellato e provviste di peli sia sulla superficie che ai bordi (vedere tabella con disegno dei peli). Si distinguono due tipi di foglie:
- foglie basali: generalmente è presente una rosetta basale con foglie a lamina cuoriforme (o reniforme[5]); la base della foglia termina con due lobi nel mezzo dei quali come un'insenatura trova posto il picciolo; il bordo è dentellato con 19 - 25 denti acuti a forma di triangolo più o meno equilatero (lunghezza del picciolo: 3 – 6 cm; diametro della foglia: 2 – 3 cm; numero di denti per foglia: 19 – 25);
- foglie cauline: le foglie cauline sono poche (2 - 3), a disposizione alterna; sono sessili e semi-amplessicauli; la forma della lamina in generale è lanceolato-acuminata (ovato-cordata oppure ovato-lanceolata[5]); le dimensioni delle foglie si accorciano verso l'infiorescenza (dimensione delle foglie: larghezza 2 cm; lunghezza 4 cm).

Infiorescenza. L'infiorescenza è formata da grandi capolini solitari color giallo-oro che normalmente sovrastano l'apparato fogliare. La struttura dei capolini è quella tipica delle Asteraceae: un peduncolo sorregge un involucro a forma di disco composto da più brattee lineari disposte in più serie (2-3) spiralate, che fanno da protezione al ricettacolo basale (che in questo caso è nudo – senza pagliette) sul quale s'inseriscono due tipi di fiori: quelli esterni ligulati (di colore giallo chiaro e venati di bruno) e quelli interni tubulosi (di colore giallo accentuato). Diametro del capolino: 4 – 6 cm. Dimensione delle squame: larghezza 1,5 mm; lunghezza 12 – 13 mm.
Fiori. I fiori sono tetra-ciclici (formati cioè da 4 verticilli: calice – corolla – androceo – gineceo) e pentameri (calice e corolla formati da 5 elementi). Sono inoltre ermafroditi, più precisamente i fiori del raggio (quelli ligulati e zigomorfi) sono femminili; mentre quelli del disco centrale (tubulosi e actinomorfi) sono bisessuali.
- Formula fiorale:

*/x K {\displaystyle \infty }, [C (5), A (5)], G 2 (infero), achenio
- Calice: i sepali del calice sono ridotti ad una coroncina di squame; nella fruttificazione sono persistenti.
- Corolla: la parte inferiore dei petali è saldata insieme e forma un tubo. In particolare quelli del disco centrale (tubulosi) terminano con delle fauci dilatate e a raggiera con cinque lobi; i lobi sono 5 volte più lunghi che larghi. Nei fiori periferici (ligulati) il tubo si trasforma in un prolungamento nastriforme terminante più o meno con cinque dentelli (oppure smarginate oppure tridentate[5]). Dimensioni dei fiori ligulati: larghezza 3 mm; lunghezza 20 – 24 mm.
- Androceo: gli stami sono 5 con dei filamenti liberi; le antere invece sono saldate fra di loro e formano un manicotto che circonda lo stilo (sono inoltre prive di appendici filiformi). La forma delle antere è arrotondata o appena sagittata. Il polline è tricolporato (tipo "helianthoid").[13]
- Gineceo: lo stilo è unico con uno stimma profondamente bifido e con un ciuffo di peli alla sommità; l'ovario è infero e uniloculare formato da due carpelli concrescenti e contenente un solo ovulo.
- Antesi: da maggio a agosto.

Frutti. I frutti sono degli acheni con pappo. Gli acheni hanno delle forme oblunghe con dei solchi o nervi longitudinali (da 5 a 10). Sono inoltre provvisti di pappo persistente i cui peli (da 40 a 50) sono disposti in serie multiple. Il pappo è formato da soli peli senza coroncina se il frutto è generato dai fiori centrali (tubulosi), altrimenti sono senza (o quasi) pappo se il frutto è generato dai fiori periferici.

## Biologia
- Impollinazione: l'impollinazione avviene tramite insetti (impollinazione entomogama tramite farfalle diurne e notturne).
- Riproduzione: la fecondazione avviene fondamentalmente tramite l'impollinazione dei fiori (vedi sopra).
- Dispersione: i semi (gli acheni) cadendo a terra sono successivamente dispersi soprattutto da insetti tipo formiche (disseminazione mirmecoria). In questo tipo di piante avviene anche un altro tipo di dispersione: zoocoria. Infatti gli uncini delle brattee dell'involucro (se presenti) si agganciano ai peli degli animali di passaggio disperdendo così anche su lunghe distanze i semi della pianta. Inoltre per merito del pappo il vento può trasportare i semi anche a distanza di alcuni chilometri (disseminazione anemocora).

## Distribuzione e habitat

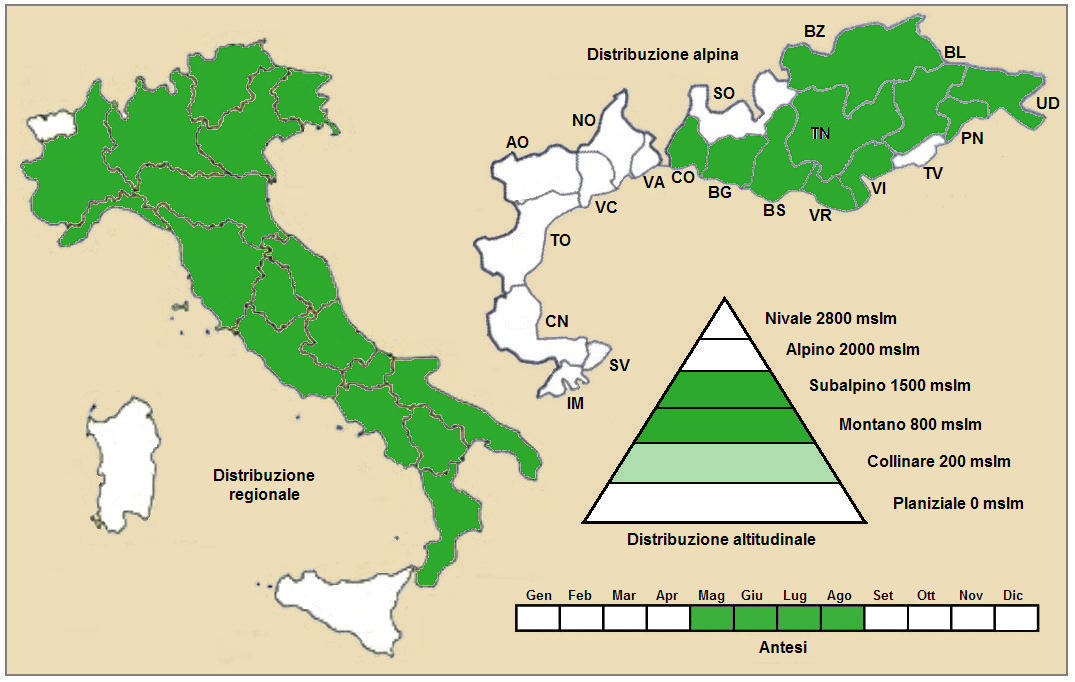
Distribuzione della pianta
(Distribuzione regionale – Distribuzione alpina)

Geoelemento: il tipo corologico (area di origine) è  Orofita – Sud Est Europeo / Caucasico.
Distribuzione:  il doronico di Colonna è distribuito più o meno su tutto il territorio italiano; non è granché presente nelle Alpi occidentali e nelle isole; è più comune negli Appennini e un po' meno nel Alpi. Nel resto delle Alpi si trova solamente in Austria (Länder del Tirolo Settentrionale, Tirolo Orientale, Salisburgo e Carinzia). Sugli altri rilievi europei è presente sui Monti Balcani e Carpazi.
Habitat: l'habitat tipico per questa specie sono gli ambienti ombrosi e umidi come i sottoboschi o le forre su terreno pietroso o rupestre; ma anche ripari sotto rocce, ghiaioni, scivolamenti del terreno, ruderi, lande, popolamenti a Lavandula, megafrobieti, popolamenti a felci, ontaneti e boscaglie di pini montani. Il substrato preferito è calcareo con pH basico, alti valori nutrizionali del terreno che deve essere umido.
Distribuzione altitudinale:  sui rilievi queste piante si possono trovare da 500 fino a 2.000 m s.l.m.; frequentano quindi i seguenti piani vegetazionali: montano e subalpino.

### Fitosociologia

#### Areale alpino
Dal punto di vista fitosociologico alpino Doronicum columnae appartiene alla seguente comunità vegetale:
Formazione: delle comunità delle macro- e megaforbie terrestri
Classe: Mulgedio-Aconitetea
Ordine: Calamgrostietalia villosae
Alleanza: Adenostylion

#### Areale italiano
Per l'areale completo italiano Doronicum columnae appartiene alla seguente comunità vegetale:
Macrotipologia: vegetazione casmofitica, glareicola ed epifitica. 
Classe: Thlaspietea rotundifolii Br.-Bl., 1948
Ordine: Thlaspietalia stylosi Avena & Bruno, 1975
Alleanza: Linario-Festucion dimorphae Avena & Bruno, 1975
Descrizione. L'alleanza Linario-Festucion dimorphae è relativa alle comunità dei ghiaioni mobili, calcarei, diffuse dalle Alpi Apuane al Pollino. L’alleanza, caratterizzate dalla netta dominanza delle emicriptofite e con un buon contingente di camefite, è endemica nell’Appennino calcareo.
Specie presenti nell'associazione: Festuca dimorpha, Cerastium tomentosum, Galium magellense, Isatis apennina, Robertia taraxacoides, Heracleum sphondylium, Drypis spinosa, Rumex scutatus, Saxifraga aizoides, Carduus chrysacanthus, Scorzoneroides montana, Lamium garganicum, Euphorbia cyparissias, Cymbalaria pallida e Doronicum columnae.
Altre alleanze e associazioni per questa specie sono:
- Laburno anagyroidis-Ostryenion carpinifoliae
- Linario-Festucenion dimorphae
- Thlaspienion stylosi

## Tassonomia
La famiglia di appartenenza di questa voce (Asteraceae o Compositae, nomen conservandum) probabilmente originaria del Sud America, è la più numerosa del mondo vegetale, comprende oltre 23.000 specie distribuite su 1.535 generi, oppure 22.750 specie e 1.530 generi secondo altre fonti (una delle checklist più aggiornata elenca fino a 1.679 generi). La famiglia attualmente (2021) è divisa in 16 sottofamiglie.

### Filogenesi
Il genere Doronicum non è molto numeroso, comprende 29 specie, distribuite quasi unicamente nell'emisfero boreale (Vecchio Mondo), delle quali 8 sono proprie della flora italiana. Il genere appartiene alla sottofamiglia delle Asteroideae e, da un punto di vista filogenetico, si trova in posizione "basale" rispetto all'intera sottofamiglia.
All'interno del genere D. columnae appartiene alla sezione Eudoronicum caratterizzata dall'avere i frutti acheni esterni calvi (senza pappo) e le foglie radicali dentellate.
Ulteriori caratteri distintivi per questa specie sono:
- il rizoma è legnoso, sottile (fusiforme), scuro e glabro;
- le lamine delle foglie basali sono cuoriformi;
- le foglie cauline sono 3 - 5 per fusto;
- i denti (da 19 a 25) delle foglie sono acuti;
- i capolini sono 1 - 2 per pianta.

Il numero cromosomico della specie è: 2n = 30 e 60.

### Sinonimi
La specie di questa voce, in altri testi, può essere chiamato con nomi diversi. L'elenco che segue indica alcuni tra i sinonimi più frequenti:
- Arnica wulfeniana Pollini
- Aronicum cordatum Schur.
- Doronicum caucasicum Vis.
- Doronicum cordatum (Wulfen) C.H.Schultz
- Doronicum cordifolium Sternb.
- Doronicum lucidum Bernh. ex Pantoc.
- Doronicum orientale Rchb.
- Doronicum pilosum (Simonk.) Simonk.
- Doronicum romanum Garsault, 1764
- Doronicum wulfenianum Poir. 

### Specie simili
- Arnica montana L.: è molto simile al fiore di questa voce; le due piante differiscono per la disposizione delle foglie lungo il fusto che sono opposte nel caso dell'Arnica e non alterne come nel Doronicum.

In generale tutti i “doronici” montani d'alta quota sono di difficile determinazione; questo vale per le seguenti specie: Doronicum austriacum, Doronicum grandiflorum, Doronicum glaciale e Doronicum clusii (per le varie differenze morfologiche consultare le rispettive voci).	

Michele Tenore nella sua ”Flora Napolitana, tomo 2 pag. 230” del 1811 descrive dettagliatamente le differenze di tre “doronici”: Doronicum pardalianches L., Doronicum austriacum Jacq. e il Doronicum scorpioides Auct. Fl. Ital. (ora chiamato Doronicum grandiflorum Lam.). In particolare, dopo aver constatato un carattere comune (fusto semplice unifloro) a queste tre specie, spiega che D. pardalianches si distingue perché quasi affatto glabro e perché le foglie sono profondamente dentate e la radici sono fibrose oltre che nodose; D. scorpioides si distingue in quanto le foglie radicali sono cordate (e non ovate) e le radici sono nodose e serpeggianti (e non carnose); D. austriacum differisce infine per la sua elevata statura.

## Usi

### Farmacia
La radice è acre e amara e, secondo la medicina popolare, potrebbe essere usata come emmenagoga per regolare il flusso mestruale (al pari del Doronicum pardalianches).

### Giardinaggio
Come per altre specie anche per queste piante l'unico interesse è quello orticolo. Questo grazie ad alcune caratteristiche come i fiori grandi, la vivacità dei colori e la lunga fioritura oltre ad una certa resistenza ai climi freddi. Sono adatte unicamente al giardino rocciosi e alpino in quanto allo stato libero, raramente scendono sotto i limiti di altitudine superiore del bosco di faggio o di castagno.